# Alfons Mucha
Alfons Mucha (Ivančice, 24 de julio de 1860-Praga, 14 de julio de 1939) fue un pintor y artista decorativo checo, ampliamente reconocido por ser uno de los máximos exponentes del art nouveau.

## Biografía
Mucha nació el 24 de julio de 1860 en la pequeña ciudad de Ivančice en el sur de Moravia, entonces una provincia del Imperio austríaco (actualmente una región de la República Checa). Su familia tenía unos ingresos muy modestos; su padre, Ondřej, era ujier de la corte y su madre, Amálie, era hija de un molinero. Ondřej tuvo seis hijos, todos con nombres que comenzaban con A. Alphonse fue su primer hijo con Amálie, seguido de Anna y Anděla. 

También descubrió a Hans Makart, un pintor académico muy destacado, que creó murales para muchos de los palacios y edificios gubernamentales de Viena, y fue un maestro de los retratos y las pinturas históricas de gran formato. Su estilo convirtió a Mucha en esa dirección artística e influyó en su obra posterior.  También comenzó a experimentar con la fotografía, que se convirtió en una herramienta importante en su trabajo posterior.  

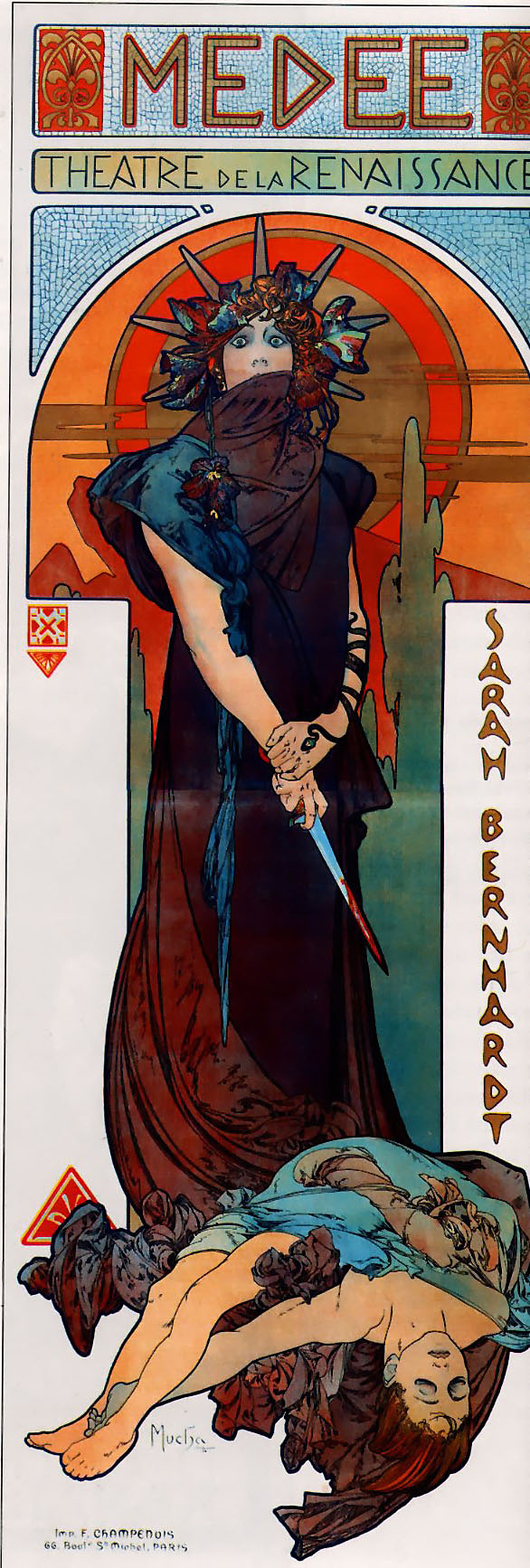
Medea (1898).

Para su desgracia, un terrible incendio en 1881 destruyó el Ringtheater, el principal cliente de su firma. Más tarde, en 1881, casi sin fondos, tomó un tren tan al norte como le permitía su dinero. Llegó a Mikulov en el sur de Moravia y comenzó a hacer retratos, arte decorativo y letras para lápidas.  Su trabajo fue apreciado, y el conde Eduard Khuen Belasi, un terrateniente y noble local, le encargó que pintara una serie de murales para su residencia en el castillo de Emmahof, y luego en su casa solariega en el Tirol, Castillo de Gandegg. Las pinturas de Emmahof fueron destruidas por un incendio en 1948, pero existen sus primeras versiones en formato pequeño (ahora en exhibición en el museo de Brno). Demostró su destreza en los temas mitológicos, la figura femenina y la exuberante decoración vegetal. Belasi, que también era un pintor aficionado, llevó a Mucha en expediciones para ver arte en Venecia, Florencia y Milán, y le presentó a muchos artistas, incluido el famoso pintor romántico bávaro, Wilhelm Kray, que vivía en Múnich.
Trabajó en empleos de pintura decorativa en Moravia, principalmente para puestas teatrales. En 1879 se mudó a Viena para trabajar con una compañía vienesa de diseño teatral logrando informalmente completar su educación artística. Cuando en 1881 un incendio destruyó el negocio de sus empleadores, regresó a Moravia, trabajando de manera independiente, haciendo pinturas decorativas y retratos. El conde de Karton Khuenta de Mikulov lo contrató para decorar con murales el castillo de Harusovany Emomahof, y quedó tan gratamente impresionado que acordó apadrinar el aprendizaje formal de Mucha en la Academia de Bellas Artes de Múnich. Perteneció a la masonería y llegó a ser gran maestro de la Gran Logia de Checoslovaquia. Además de estar muy interesado en el esoterismo, teniendo relación con otras organizaciones esotéricas e iniciáticas aparte de la masonería, en la que también llegó a ostentar el grado 33° del Rito Escocés Antiguo y Aceptado.

## Comienzos

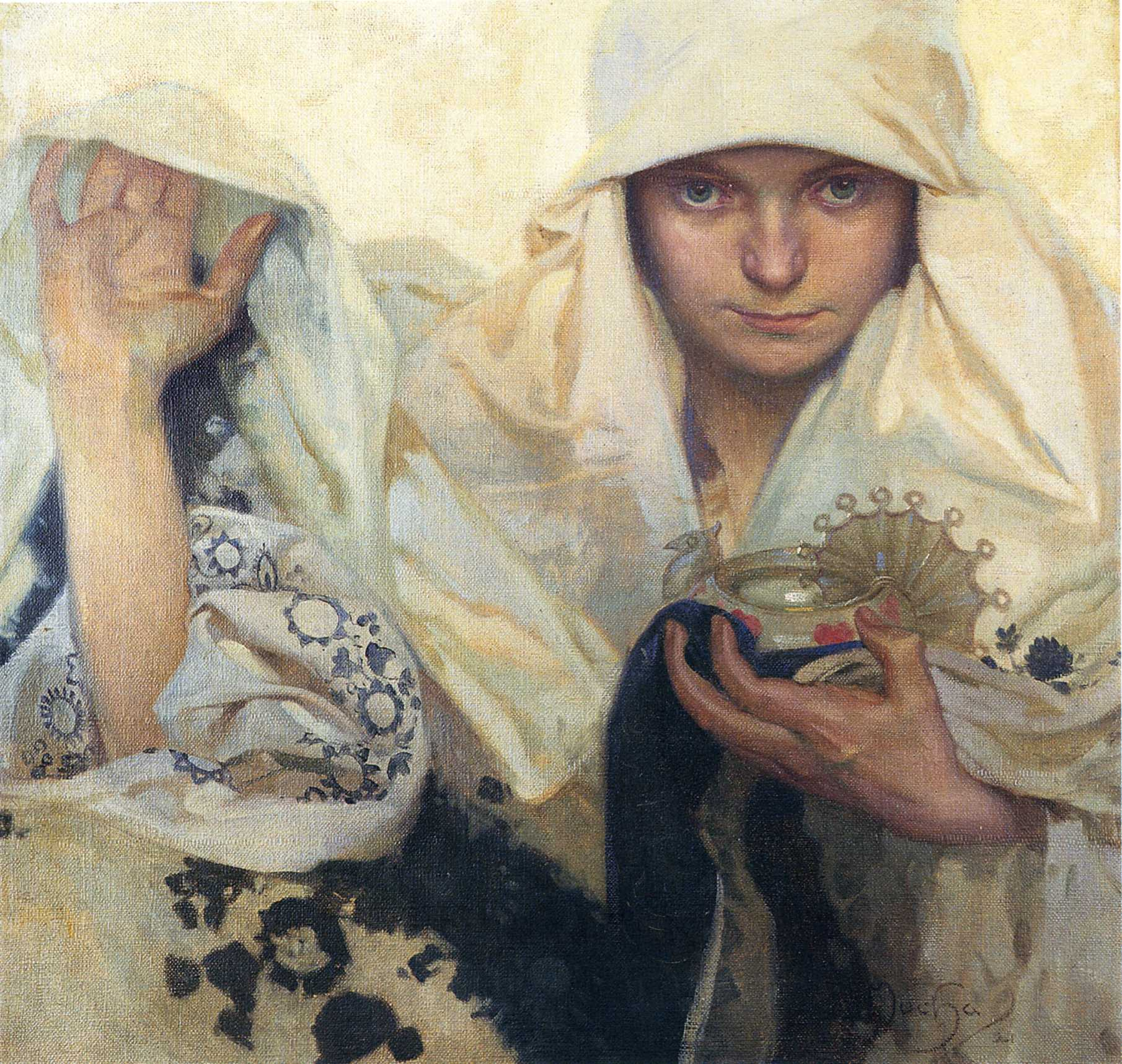
Destino (1920), de Alphonse Mucha. Museo Alphonse Mucha de Praga.

Mucha se mudó a París en 1887 y continuó sus estudios en la Académie Julian y en la Académie Colarossi, produciendo al mismo tiempo ilustraciones para revistas y publicidad. 
Su salto a la fama lo logró con su primer cartel litográfico para la actriz Sarah Bernhardt y su Théâtre de la Renaissance, el cartel anunciaba la obra Gismonda de Victorien Sardou, apareció en los primeros días de enero de 1895 en los muros de París, y causó una auténtica sensación. Sarah Bernhardt ofreció inmediatamente a Mucha un contrato de exclusividad por seis años. Los carteles realizados para ella contribuyeron a difundir la fama de la actriz más allá de las fronteras de Francia. Hasta 1901, Mucha no solo fue responsable de los carteles publicitarios, sino también de las escenografías y los vestuarios del Théâtre de la Renaissance. Fue esta obra, con su estilo exuberante y estilizado, lo que le dio tanto fama como numerosas comisiones. 
Otros carteles famosos para el Théâtre de la Renaissance son:
- La Dame aux camélias (1896)
- Lorenzaccio (1899)
- La Samaritaine (1897)
- Médée (1898)
- Hamlet (1899)
- Tosca (1899)

Cuando Mucha visitó Estados Unidos fue reclutado por la excéntrica actriz Mrs. Leslie Carter, quien trató de superar el lujo y la ostentación de las obras de teatro de Sarah Bernhardt, lo que finalmente la llevó a la ruina. El formato y la configuración de los carteles eran parecidos a los hechos para el Théâtre de la Renaissance antes de 1900, con una influencia de las alhajas creadas para Georges Fouquet.

## El joyero Georges Fouquet
Otra etapa del recorrido artístico de Mucha son las creaciones para la serie de alhajas realizadas por el joyero parisino Georges Fouquet, siguiendo los diseños de Mucha. A Fouquet le llamaron la atención los adornos con los que Mucha engalanaba a las mujeres de sus carteles y paneles, reproducidos con gran lujo de detalles también en sus propiedades materiales. Fouquet presentó una colección de joyas realizadas sobre diseños de Mucha en la Exposición Universal de París (1900), en esta prevalecían las reminiscencias orientales y bizantinas. Además, diseñó los interiores de la joyería de Fouquet. Mucha renunció más tarde, con el objeto de alcanzar grupos más amplios de compradores para sus obras.

## Obra

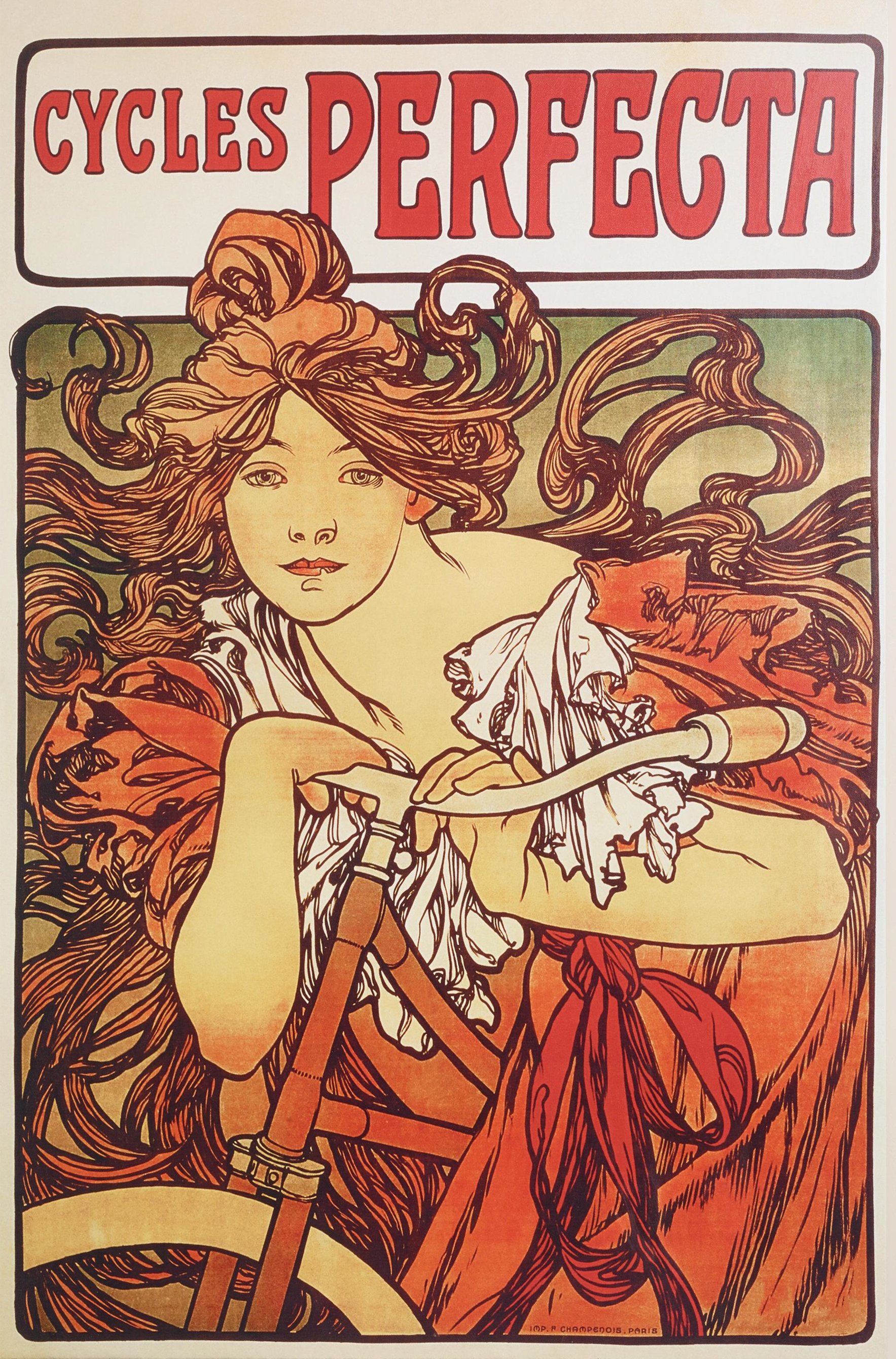
Cartel de Mucha para Cycles Perfecta (1902).

Mucha produjo una gran cantidad de pinturas, carteles, avisos e ilustraciones así como diseños para joyería, alfombras, empapelados y decorados teatrales (litografías) en lo que llegó a conocerse como el estilo Art Nouveau. Los trabajos de Mucha frecuentemente introducían mujeres jóvenes, hermosas y saludables, flotando en atuendos vagamente neoclásicos, frecuentemente rodeadas de exuberantes flores las que a veces formaban halos detrás de sus cabezas. Este estilo fue imitado con frecuencia. De todos modos, Mucha intentó distanciarse de tal estilo a lo largo de su vida, insistiendo que más que adherir a cierto estilo en boga, sus pinturas se originaban en su propia inspiración. Declaró que pensaba que el arte existía para transmitir un mensaje espiritual y nada más; de allí su frustración por la fama que logró a través de un arte básicamente comercial. Por ende siempre quiso concentrarse más en proyectos elevados que ennoblecieran el arte y su lugar de nacimiento. Mucha visitó los Estados Unidos entre 1906 y 1910, retornando luego a tierras checas para establecerse en Praga, donde decoró el Teatro de Bellas Artes así como otros lugares distintivos de la ciudad.
Cuando Checoslovaquia obtuvo la independencia, tras la Primera Guerra Mundial, Mucha diseñó sellos postales, billetes de banco y otros documentos gubernamentales para la nueva nación. Pasó muchos años trabajando en lo que consideró su obra maestra, la Epopeya eslava ('Slovanská epopej'), una serie de enormes pinturas que describen la historia de los pueblos eslavos, que fueron donadas a la ciudad de Praga en 1928. Mucha había soñado con completar esta serie, una celebración de la épica eslava, desde su juventud. Al invadir los alemanes Checoslovaquia, Mucha fue arrestado e interrogado por los ocupantes. Nunca se recuperó de la tensión de este episodio, ni de ver su país invadido y vencido. Murió en Praga el 14 de julio de 1939 a consecuencia de una pulmonía y allí fue enterrado, en el cementerio de Vysehrad. Su última pintura fue El juramento de unión de los eslavos. 
Al tiempo de su muerte, el estilo de Mucha se consideraba ya pasado de moda, pero el interés por su arte revivió en la década de 1960, y continúa experimentando interés de manera periódica desde entonces, influyendo a ilustradores contemporáneos. Gran parte del interés en el trabajo de Mucha puede ser atribuido a su hijo, el autor Jiri Mucha, quien escribió extensamente sobre su padre y dedicó gran parte de su vida a llamar la atención hacia las obras de aquel.

## Galería

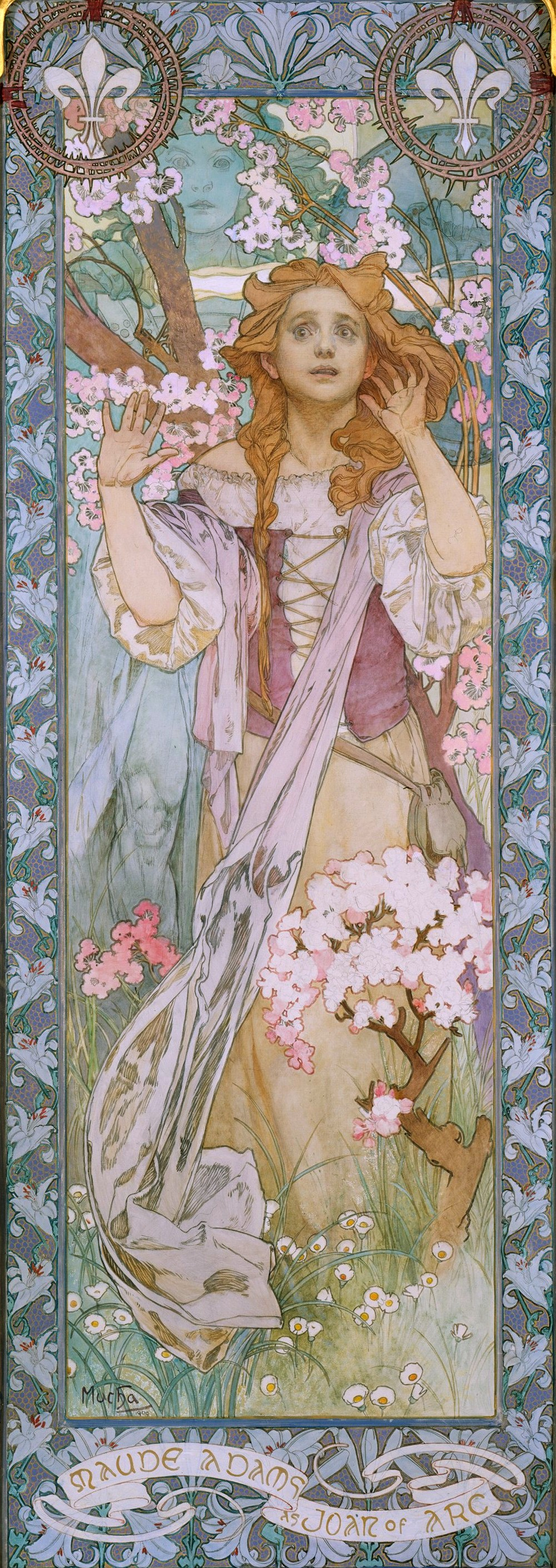
La actriz Maude Adams caracterizada como Juana de Arco
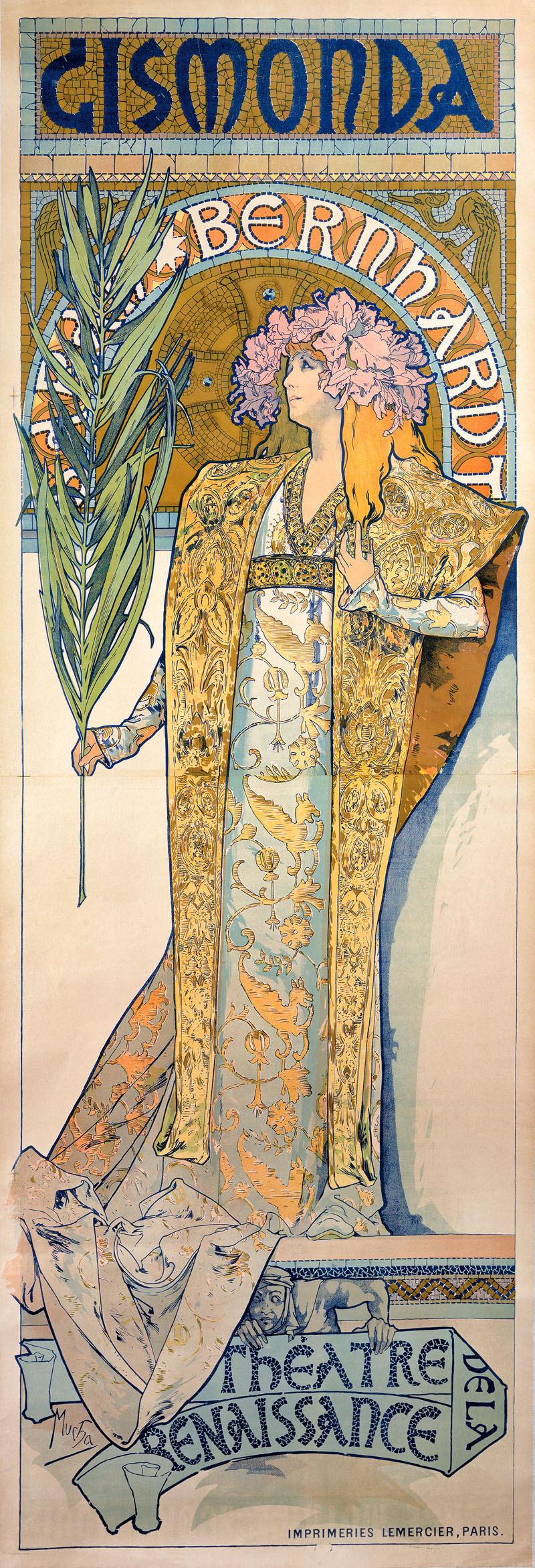
El famoso cartel litográfico con la actriz Sarah Bernhardt en el papel protagonista de Gismonda
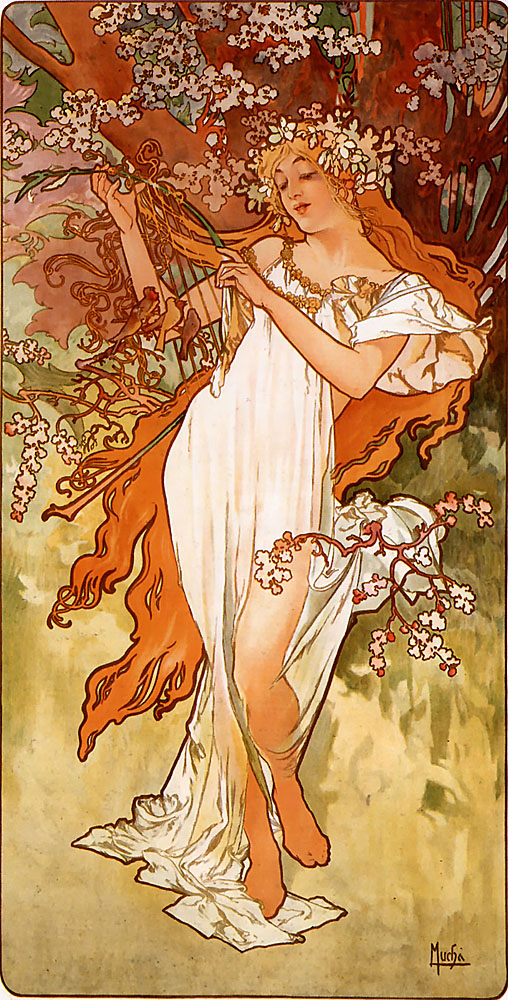
Primavera, 1896.
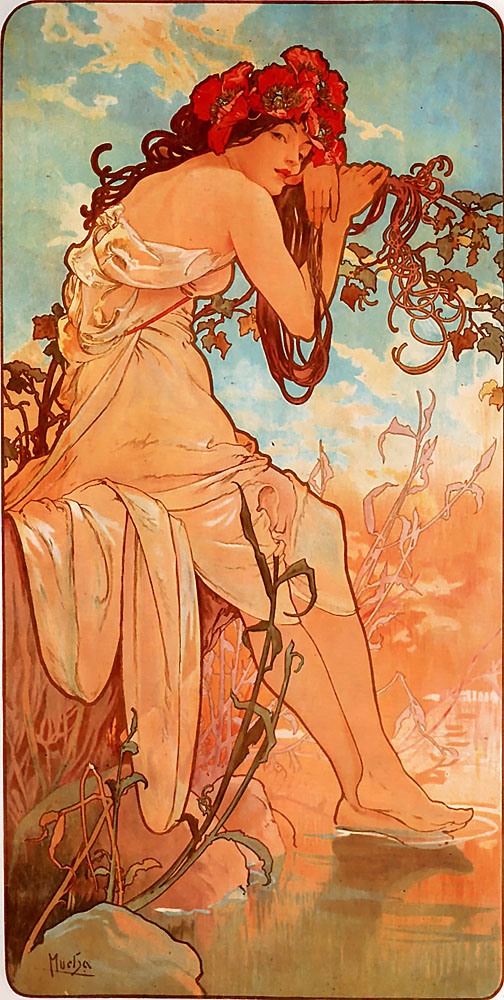
Verano, 1896.
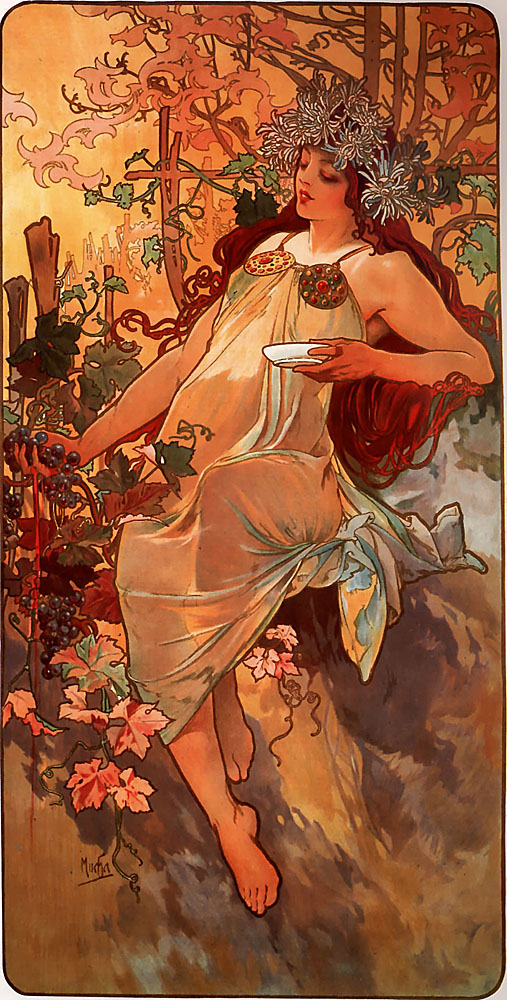
Otoño, 1896.
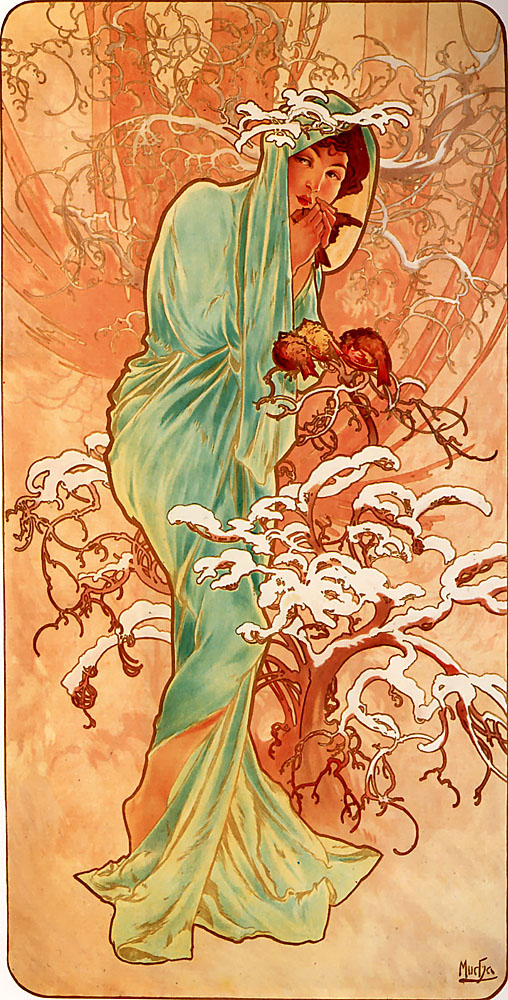
Invierno, 1896.
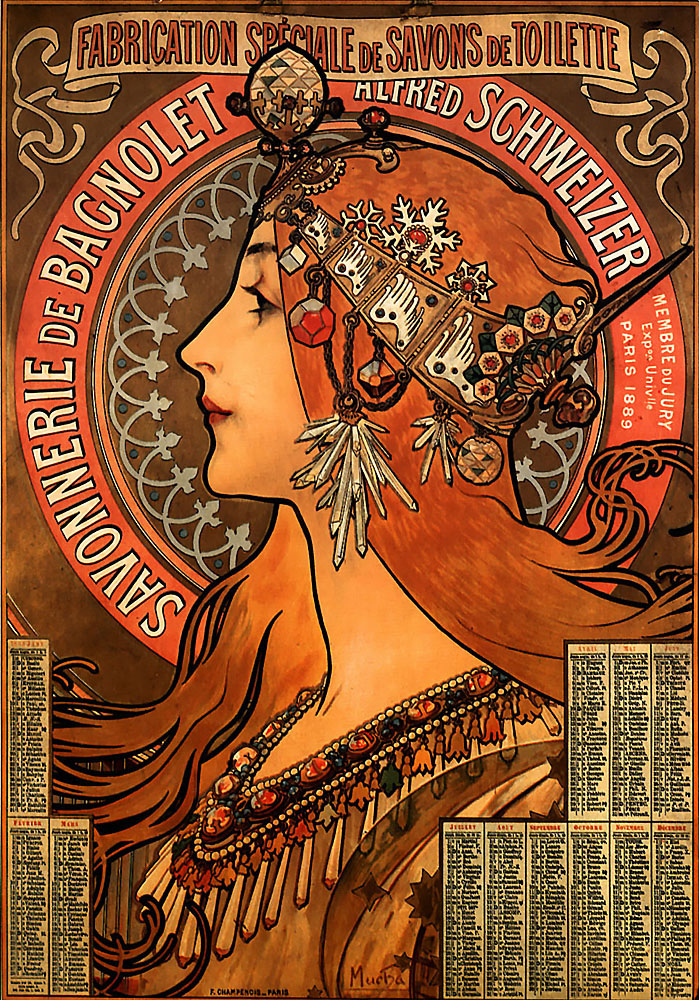
Savonnerie de bagnolet, 1897.

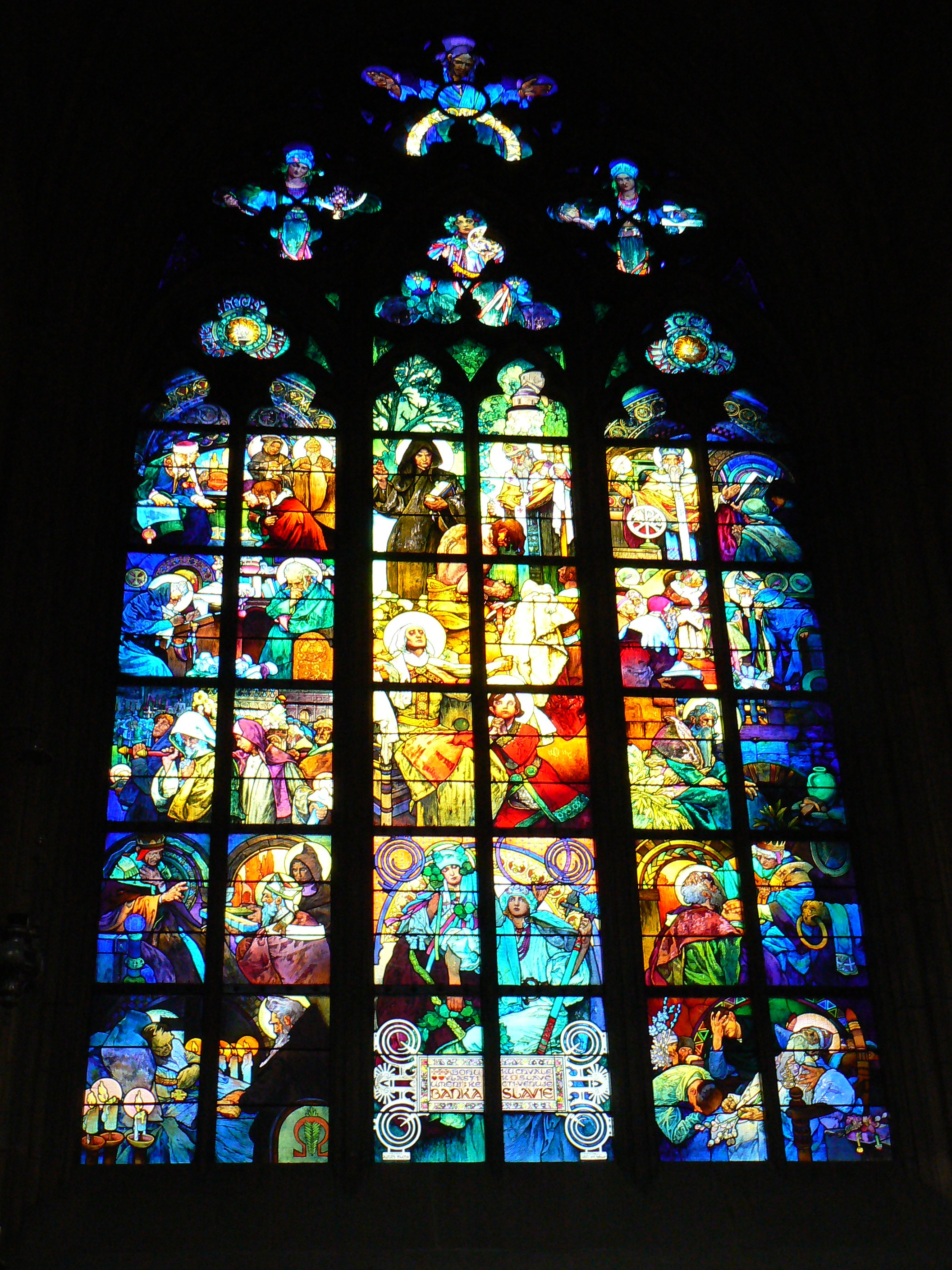
Vitral de la Catedral de San Vito, en Praga.
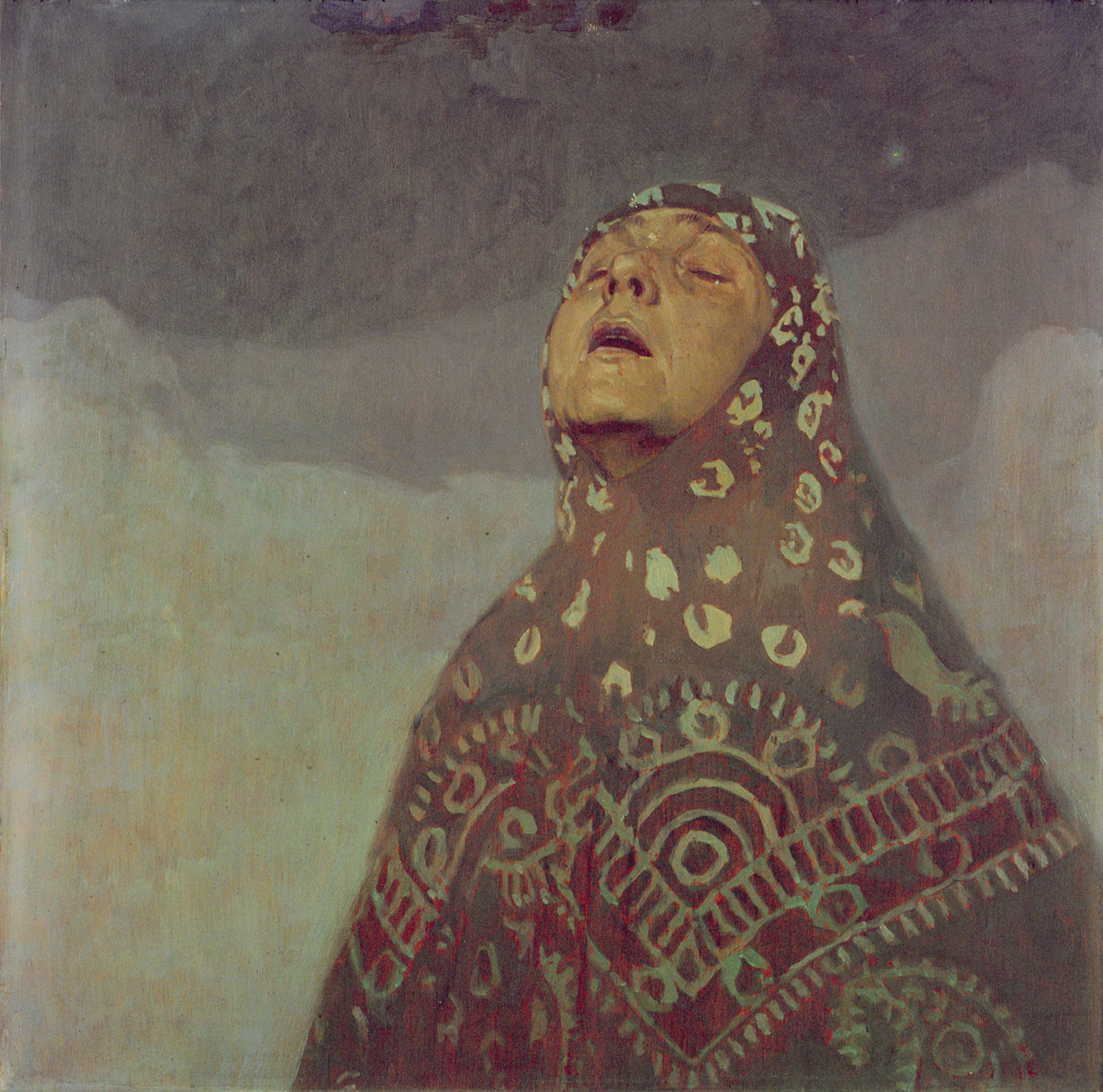
Noche de invierno, 1920.
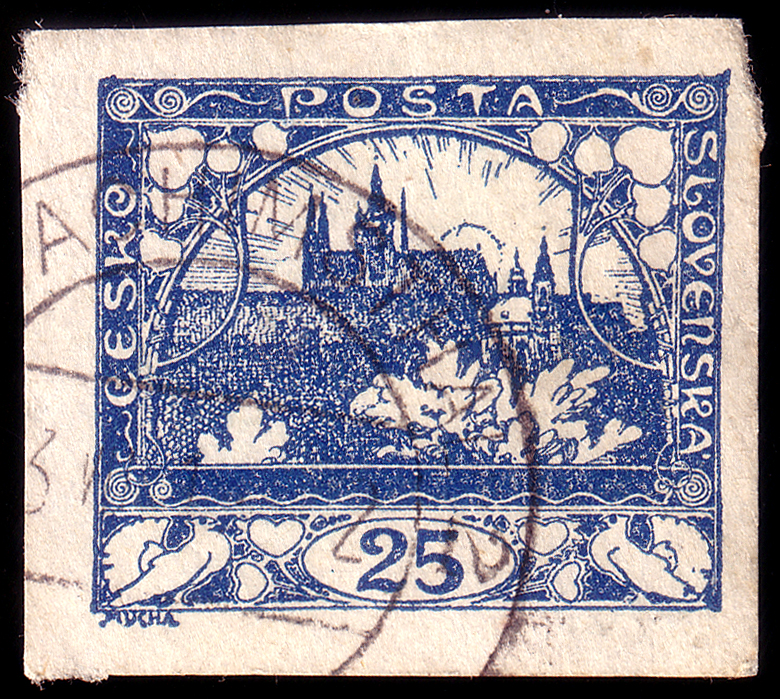
Sello postal checoslovaco, 1918.